# 성전중학교
성전중학교(城田中學校)는 대한민국 전라남도 강진군 성전면 월평리에 있는 공립 중학교이다.

## 학교 연혁
- 1946년 10월 23일 : 강진 공립초급중학교 설립인가
- 1951년 9월 1일 : 성전중학교로 교명 변경
- 1966년 12월 9일 : 성전실업고등학교 설립인가
- 1981년 3월 1일 : 성전중,고등학교 분리
- 1983년 7월 5일 : 새교사 준공이전
- 1994년 3월 1일 : 성전중·고등학교 병설
- 2021년 9월 1일 : 중학교 제30대 김재천 교장 부임
- 2025년 1월 10일 : 중학교 제77회 12명 졸업(총 10,818명)
- 2025년 1월 10일 : 고등학교 제56회 19명 졸업(총 4,302명)

## 참고 자료
- 성전중학교 - 한국교육학술정보원 학교알리미